# Flinta

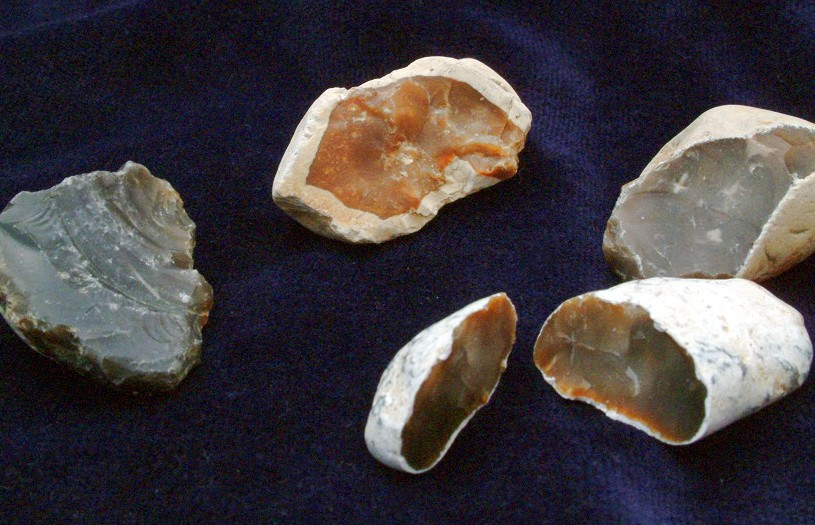
Flinta

Flinta är ett mineral som till stor del består av kiseldioxid (SiO2) och är kryptokristallin. Det gör att det har ett relativt glaslikt utseende och mussligt brott.  Flinta förekommer som konkretioner i sedimentära karbonathaltiga lager. Den sydskandinaviska flintan brukar till färgen vara mörkgrå, blå, svart eller mörkbrun. Vid vittring får flintan genom vattenförlust en vit skorpa, som av humusämnen i jorden kan färgas röd, brun eller gul. Flinta består av en blandning av de kiselrika mineralen kalcedon och opal. Flinta förekommer  huvudsakligen från tertiär eller krita. När liknande mikrokristallina konkretioner förekommer i sedimentära lager kallas de vanligen chert eller hornsten. Flinta bildas bland annat genom utfällning av kisel från till exempel döda svampdjur. Flinta är Skånes landskapssten. 

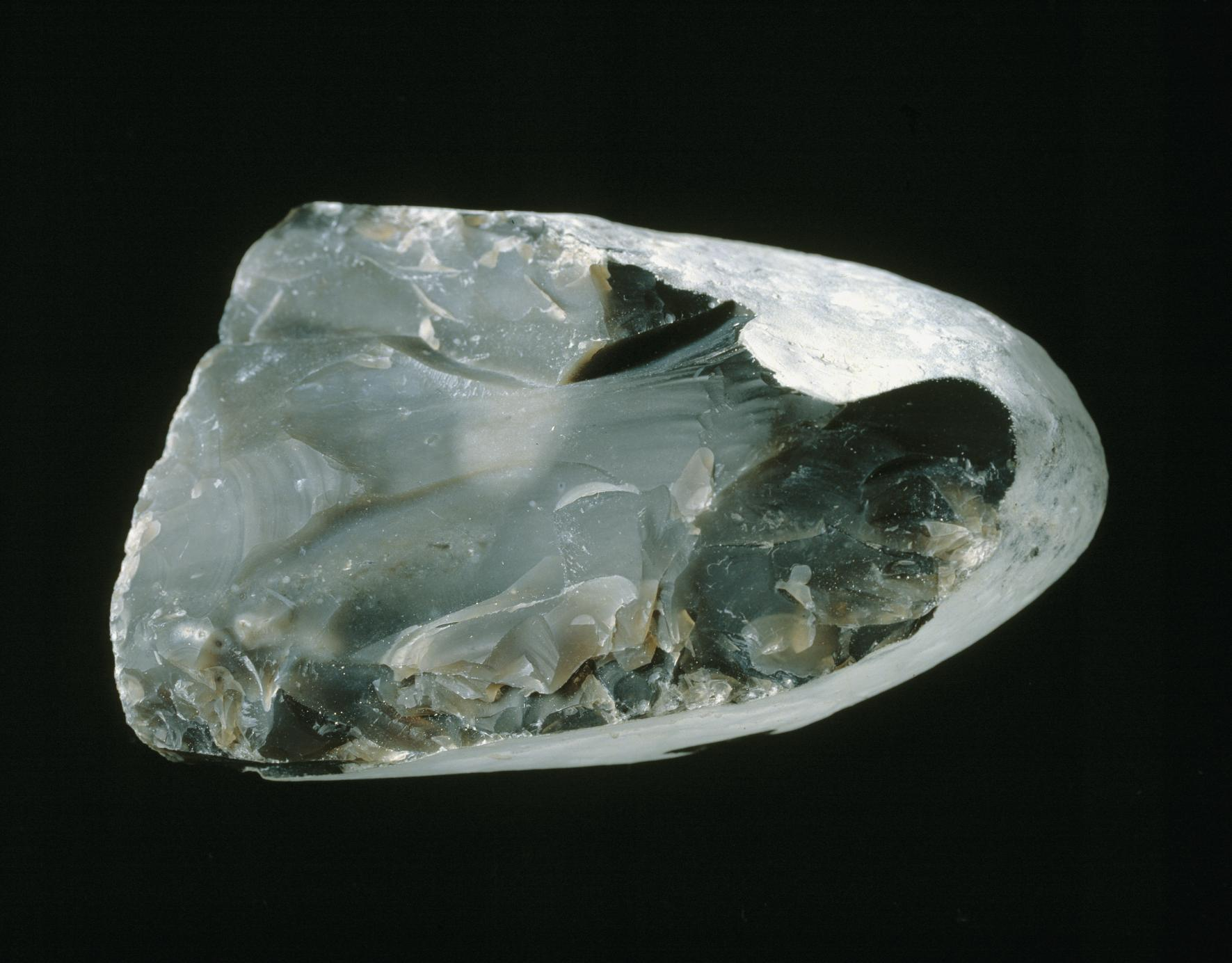
Flinta från Skåne

## Flinta i Sverige
I Sverige förekommer flinta i några olika trakter av olika kvalitet: Senon- eller danienflintan förekommer främst i sydvästra Skåne, men förekommer i enstaka block i moränen upp efter kusten ända upp till norra Halland. Danienflintan är vanligen mörkt grå till svart, som krittäckta noduler.
Kristianstadsflintan förekommer i stället främst i nordöstra Skåne, men finns spridd i moränen även i övriga Skåne och in i Blekinge och Halland. Kristianstadsflintan är mer ojämnt färgad med orenheter och korn insprängda i flintan. Danienflintan och Kristianstadsflintan förekommer som konkretioner av oregelbunden form, täckta av en kalkkrusta. Ombergsflintan förekommer i berglager i Omberg, men finns även som enstaka block i moränen i bergets närhet. Den är sprödare än flintan från Skåne, närmast svart i färgen. 
Gotlandsflintan förekommer i berglager på havsbotten utanför Gotlands västra kust. Den finns som moränblock och uppsvallade stenar på Gotland, främst efter västkusten. Den är inte lika starkt kristalliserad som den skånska flintan.

## Flintans användningsområden

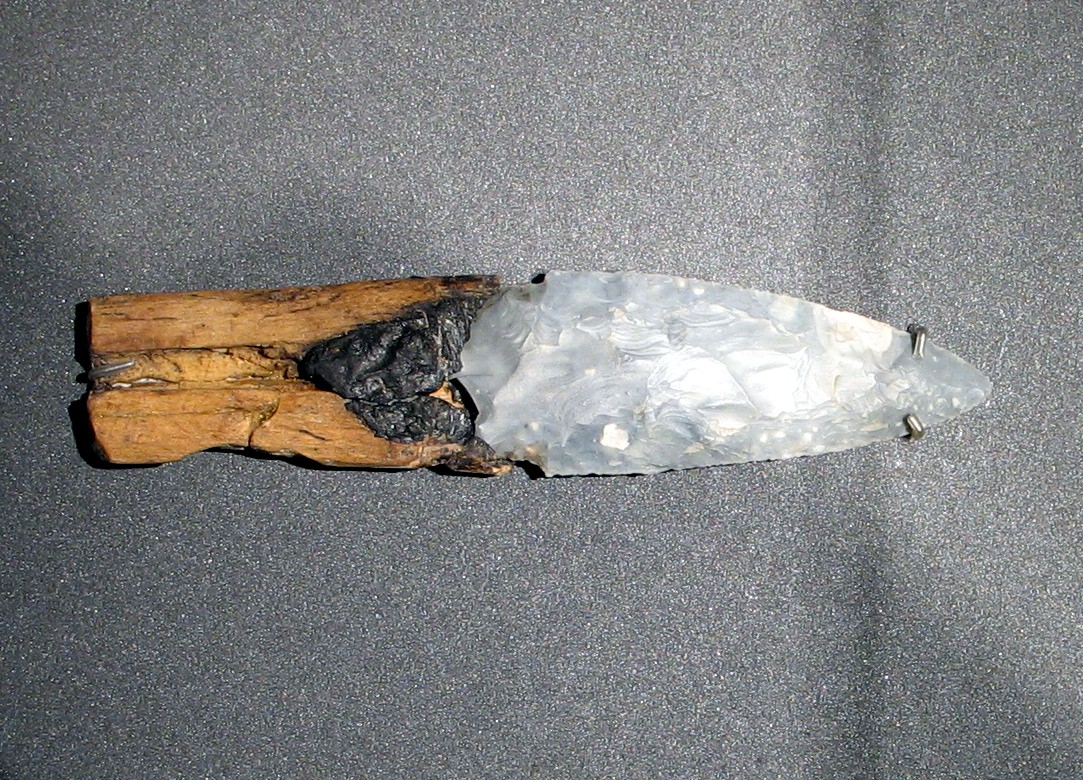
En dolk gjord av flinta.

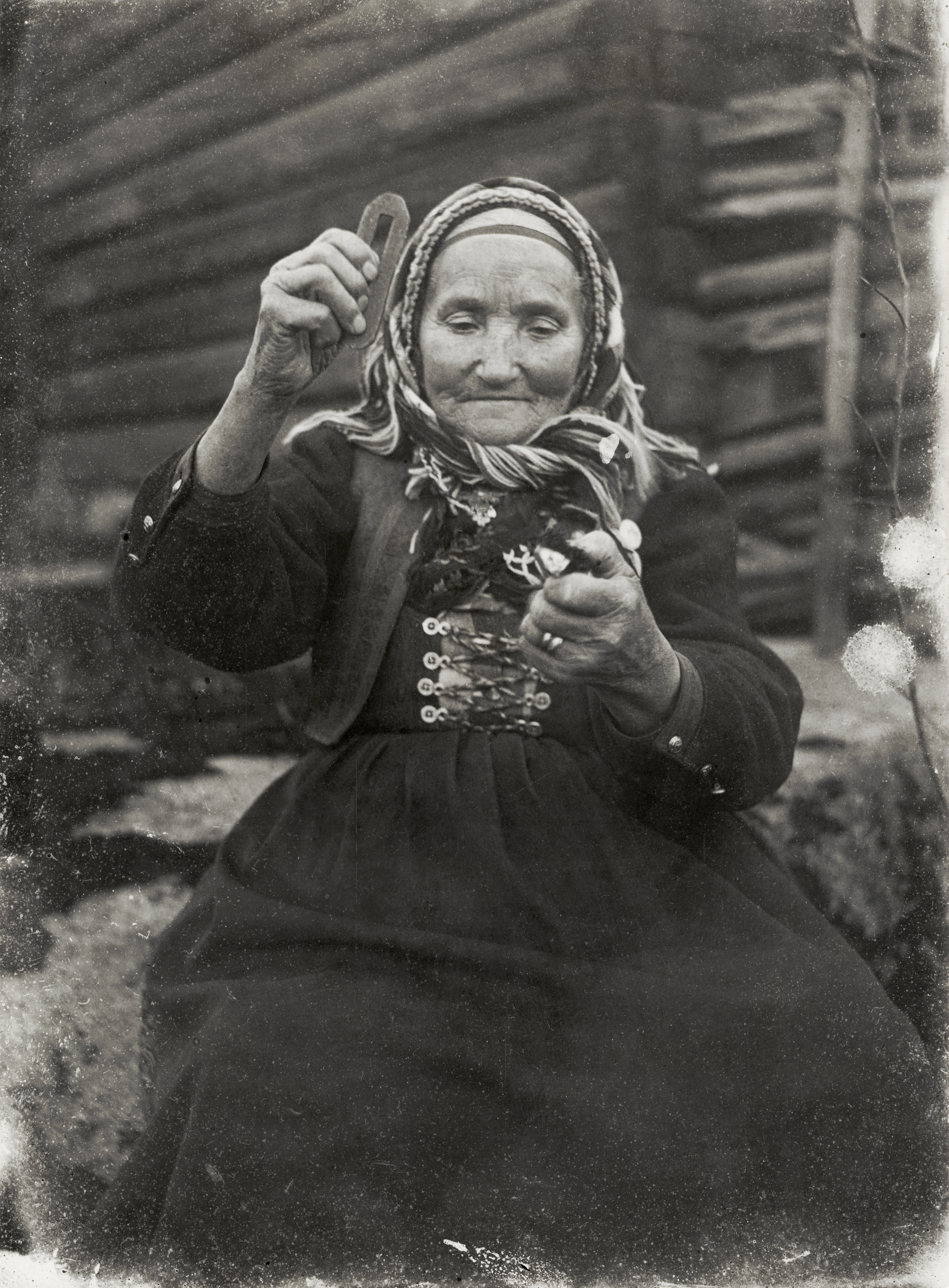
Eldslagning med flinta och stål, Dalarna 1916.

Flinta användes främst under stenåldern runt hela världen för att göra redskap av. Det finns dock gott om belägg för att flinta använts även under bronsålder och äldre järnålder. Skärvorna som bildas när man slår sönder flinta är mycket vassa, fullt i klass med rakblad eller skalpeller, men flinta är mjukare än stål och blir fortare slött. Det lämpar sig dock mycket väl för vassa blad, som i sin tur är lämpliga vid tillverkning av spjut, knivar, pilspetsar och andra redskap. Flinta är också användbart om man vill tända en eld: Då man slår eldstål mot flintan kommer det gnistor, och om man "fångar" dessa med till exempel fnöske kan man relativt lätt starta en eld. Flinta användes även som tändning för vissa sorters gevär, som kallade flintlåsgevär.
Flinthantverket lever kvar i vissa trakter, bland annat hos vissa indianstammar i Nordamerika, och av vissa stammar på Papua Nya Guinea. Flinta används även fortfarande bland några indianstammar i Amazonas. Flinta har också använts som bössflinta och till att bygga stenmurar i England och Frankrike.